# 工藤順一
工藤 順一（くどう じゅんいち、1949年 - 2016年12月1日）は、日本の国語教育者。

## 略歴
青森県生まれ。立命館大学卒。日能研、ナガセ東進教育研究所等勤務を経て、1997年、国語専門塾、国語専科教室を開く。以降、「きちんと本にかじりつく子どもを育てる」「文章の書ける子どもを育てる」をモットーに国語教育を行った。「コボちゃん」などの4コマ漫画を使用した作文教育で知られた。荒川修作研究家でもあった。

## 著書
- 『なつかしい未来の世界 荒川修作の仕事』新曜社 1995
- 『国語のできる子どもを育てる』1999 講談社現代新書
- 『小学生の新・国語練習帳作文が書ける。 マンガを使って「書けない」を解決』みくに出版 2000
- 『論理に強い子どもを育てる』2003 (講談社現代新書)
- 『子どもの才能は国語で伸びる 五感を使って読書と作文』エクスナレッジ 2005
- 『子どもの「考える力」を伸ばす国語練習帳』PHPエディターズ・グループ 2005
- 『文書術 読みこなし、書きこなす』2010 中公新書

### 共著
- 『国語脳ドリル作文王 国語専科教室式 スタンダード』国語専科教室共著 学習研究社(学研頭のいい子を育てるドリルシリーズ　2007
- 『これで書く力がぐんぐんのびる!!』国語専科教室共著 合同出版 2007
- 『国語脳ドリル作文王トップレベル 国語専科教室式 小学3年～小学6年』国語専科教室共著 学習研究社 (頭のいい子を育てるドリルシリーズ)2009
- 『これで読む力がぐんぐんのびる!! もっと楽しく、もっと深く本のおもしろさに目覚めるなるほど問題にチャレンジ!!』国語専科教室共著 合同出版 2011
- 『これで書く力がぐんぐんのびる!! 作文がもっと楽しくなるおもしろアイデアたっぷり問題にチャレンジ!!』国語専科教室共著 合同出版 2018

### 翻訳
- 荒川修作, マドリン・ギンズ『建築-宿命反転の場 アウシュヴィッツー広島以降の建築的実験』塚本明子共訳 水声社 1995